# Richard Baawobr
Richard Kuuia Baawobr, född 21 juni 1959 i Tom-Zendagangn i Övre västra regionen, Ghana, död 27 november 2022 i Rom, var en ghanansk kardinal och biskop. Han var biskop av stiftet Wa från 2016 till 2022.

## Bilder

Kardinal Richard Baawobrs titelkyrka
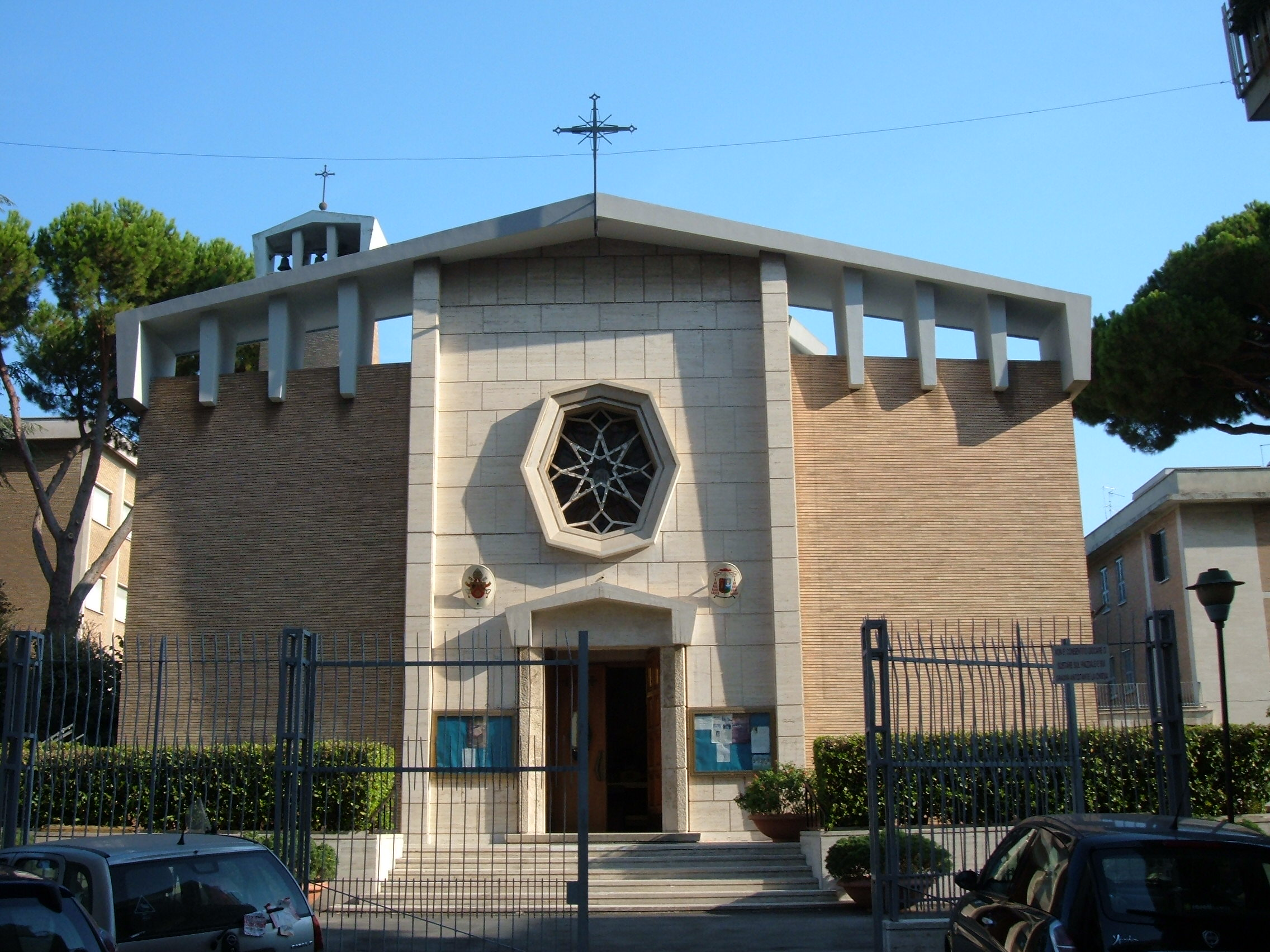
Santa Maria Immacolata di Lourdes a Boccea.